# Политичка филозофија
Политичка филозофија или политичка теорија је грана филозофије која у свом најапстрактнијем облику разматра концепте и аргументе преко којих се формира политичка мисао. Политичка филозофија се бави темама као што су политика, слобода, правда, право својине, лична права, опште право, и спровођење закона од стране власти: шта су они, да ли су потребни, шта чини владу легитимном, која права и слободе треба да буду заштићени, који облик они треба да поприме, шта је закон, и које дужности грађани дугују легитимној влади, ако постоји, и када она може бити легитимно збачена, ако икада. Дебата о значењу ријечи „политичко“ је један од највећих проблема политичке филозофије. У ширем схватању, под овим појмом се подразумијева политичка пракса и институције од којих се састоји власт сваке државе.
У вернакуларном смислу, термин „политичка филозофија” се често односи на опште гледиште, или специфична етичка, политичка веровања или ставове, о политици, што је синонимно са термином „политичка идеологија”. Политичка филозофија је грана филозофије. Унутар политичких наука, јак фокус је историјски стављан на улогу политичке филозофије (познате и као нормативна теорија), моралну филозофију и хуманистику, иако је последњих година дошло до повећаног фокусирања на политичку теорију базирану на квантитативним методолошким приступима као и на економску теорију, природне науке и бихевиорализам.
Политичке науке, научна студија политике, углавном се користе у једнини, али се у француском и шпанском користи множина (sciences politiques и ciencias políticas), што је можда одраз еклектичне природе дисциплине.
Политичка филозофија је грана филозофије, али је такође играла велики део политичке науке, у оквиру које је историјски стављен снажан фокус и на историју политичке мисли и на савремену политичку теорију (од нормативне политичке теорије до разних критичких приступа).
У Оксфордском приручнику за политичку теорију (2009), ово поље је описано као: „[...] интердисциплинарни подухват чије тежиште лежи на хуманистичком крају срећно још увек недисциплиноване дисциплине политичких наука... Већ дуго времена, изазов за идентитет политичке теорије био је како се продуктивно позиционирати на три врсте локација: у односу на академске дисциплине политичких наука, историје и филозофије; између света политике и апстрактнијег, руминативног регистра теорије; између канонске политичке теорије и новијих ресурса (као што су феминистичка и критичка теорија, анализа дискурса, теорија филма и филма, популарна и политичка култура, студије масовних медија, неуронаука, студије животне средине, науке о понашању и економија) на којима се теоретичари све више усредсређују.“

## Дефиниције
Политичка филозофија се може дефинисати као критичко размишљање о начину или начинима за најбољу организацију једног друштва, његових политичких институција и друштвене праксе као што су економски систем и породица. Политички филозофи теже да успоставе основне принципе који би оправдали одређени тип организације државе, покажу да индивидуе имају одређена неотуђива права, или објасне на који начин треба распоређивати материјалне ресурсе унутар једне државе. Ово обично подразумијева анализу и интерпретацију идеја као што је слобода, правда, ауторитет, демократија и на крају њихову критичку примјену на институције које већ постоје. Кроз историју, многи политички филозофи су покушавали да оправдају своју визију организације друштва, док су други инсистирали на идеји могућности постојања идеалног, односно утопијског друштва.

## Историја
Политичка филозофија као пракса почиње оног момента када људска бића крећу да посматрају своју колективну организацију, не више као нешто статично и непромјенљиво и као дио неког природног реда, него као нешто што има потенцијал да се мијења и чему су неопходна филозофска оправдања. У различитим културама срећу се различите форме политичке филозофије. Постоје два разлога за ту различитост. Први произлази од утицаја одређене епохе и општих филозофских тенденција. На примјер, развој у епистемологији и етици је утицао на претпоставке на основу којих се развија један дискурс политичке филозофије. Други је везан за снажан утицај који на политичког филозофа имају тренутне политичке теме. У средњовјековној Европи централна тема политичке филозофије је била одговарајућа веза између државе и цркве. У раном модерном периоду, тема постаје размјена аргумената између браниоца апсолутизма и оних који су једино били спремни да прихвате уставну државу са ограниченом моћи. У 19. вијеку у центар пада социјално питање, односно на који начин тада новонастајуће индустријско друштво треба да организује свој систем економије и благостања.

### Древне традиције

#### Древна Индија
Индијска политичка филозофија у древним временима разграничавала је јасну разлику између (1) нације и државе (2) религије и државе. Устави хиндуистичких држава су еволуирали током времена и били су засновани на политичким и правним расправама и преовлађујућим друштвеним институцијама. Државне институције биле су широко подељене на управљање, дипломатију, администрацију, одбрану, закон и ред. Мантранга, главно управно тело ових држава, чинили су краљ, премијер, главнокомандујући војске, главни свештеник краља. Премијер је предводио комитет министара заједно са шефом извршне власти (Маха Аматја).
Чанакја је био индијски политички филозоф из 4. века пре нове ере. Арташастра даје приказ науке о политици за мудрог владара, политици спољних послова и ратова, систему шпијунске државе и надзору и економској стабилности државе. Чанакја цитира неколико ауторитета укључујући Брухаспатија, Ушанаса, Прачетаса Мануа, Парасара и Амбија, и описао је себе као потомка лозе политичких филозофа, а његов отац Чанака је био његов непосредни претходник. Још једна утицајна индијска расправа о политичкој филозофији је Сукра Нети. Пример кодекса закона у старој Индији је Манусмрти или Мануови закони.

#### Древна Кина
Кинеска политичка филозофија датира из периода пролећа и јесени, посебно од Конфучија у 6. веку п. н. е. Кинеска политичка филозофија је развијена као одговор на друштвени и политички слом земље карактеристичан за период пролећа и јесени и период зараћених држава. Главне филозофије током тог периода, конфучијанизам, легализам, мохизам, аграризам и таоизам, свака је имала политички аспект својих филозофских школа. Филозофи као што су Конфучије, Менчије и Мози, фокусирали су се на политичко јединство и политичку стабилност као основу своје политичке филозофије. Конфучијанизам се залагао за хијерархијску, меритократску власт засновану на емпатији, лојалности и међуљудским односима. Легализам је заступао високо ауторитарну власт засновану на драконским казнама и законима. Мохизам се залагао за заједничку, децентрализовану власт усредсређену на штедљивост и аскетизам. Аграри су се залагали за сеоски утопијски комунализам и егалитаризам. Таоизам је заступао протоанархизам. Легализам је био доминантна политичка филозофија династије Ћин, али је замењен државним конфуцијанизмом у династији Хан. Пре него што је Кина усвојила комунизам, државни конфучијанизам је остао доминантна политичка филозофија Кине све до 20. века.

#### Античка Грчка
Западна политичка филозофија потиче из филозофије античке Грчке, где политичка филозофија датира барем од Платона. У старој Грчкој су доминирали градови-државе, које су експериментисали са различитим облицима политичке организације, које је Платон груписао у пет категорија опадајуће стабилности и морала: монархија, тимократија, олигархија, демократија и тиранија. Једно од првих, изузетно важних класичних дела политичке филозофије је Платонова Република, коју је пратила Аристотелова Никомахова етика и политика. На римску политичку филозофију утицали су стоици и римски државник Цицерон.